# Halowe Mistrzostwa Europy w Lekkoatletyce 2017 – bieg na 3000 m mężczyzn
Bieg na 3000 metrów mężczyzn – jedna z konkurencji biegowych rozgrywanych podczas halowych lekkoatletycznych mistrzostw Europy w hali Kombank Arena w Belgradzie. Tytułu mistrzowskiego sprzed dwóch lat bronił Turek Ali Kaya.

## Terminarz
| Data    | Godzina |            |
| ------- | ------- | ---------- |
| 3 marca | 18:25   | Eliminacje |
| 5 marca | 16:55   | Finał      |

## Rekordy
|                                        | Zawodnik        | Wynik   | Miejsce   | Data                |
| -------------------------------------- | --------------- | ------- | --------- | ------------------- |
| Rekord świata                          | Daniel Komen    | 7:24,90 | Budapeszt | 6 lutego 1998(dts)  |
| Rekord Europy                          | Sergio Sánchez  | 7:32,41 | Walencja  | 13 lutego 2010(dts) |
| Rekord mistrzostw Europy               | Ali Kaya        | 7:38,42 | Praga     | 7 marca 2015(dts)   |
| Najlepszy wynik na świecie w 2017 roku | Ryan Hill       | 7:40,80 | Nowy Jork | 11 lutego 2017(dts) |
| Najlepszy wynik w Europie w 2017 roku  | Andrew Butchart | 7:41,05 | Nowy Jork | 11 lutego 2017(dts) |

## Rezultaty
| NR – rekord kraju \| WL – najlepszy tegoroczny wynik na listach światowych \| EL - najlepszy tegoroczny wynik na listach europejskich |
| SB – najlepszy wynik w sezonie \| PB – rekord życiowy                                                                                 |

### Eliminacje
Z dwóch biegów eliminacyjnych awansowało po czterech pierwszych zawodników (Q) oraz czterech z najlepszymi czasami (q).
Źródło: .
| Poz. | Bieg | Zawodnik            | Reprezentacja   | Czas    | Uwagi |
| ---- | ---- | ------------------- | --------------- | ------- | ----- |
| 1.   | 1    | Jonas Leanderson    | Szwecja         | 7:54,93 | Q     |
| 2.   | 1    | Marouan Razine      | Włochy          | 7:55,17 | Q     |
| 3.   | 1    | Henrik Ingebrigtsen | Norwegia        | 7:55,26 | Q     |
| 4.   | 1    | Carlos Mayo         | Hiszpania       | 7:55,58 | Q     |
| 5.   | 1    | Ali Kaya            | Turcja          | 7:56,36 | q     |
| 6.   | 1    | Andreas Vojta       | Austria         | 7:56,52 | q     |
| 7.   | 2    | Hayle İbrahimov     | Azerbejdżan     | 7:57,74 | Q     |
| 8.   | 2    | Aras Kaya           | Turcja          | 7:58,61 | Q     |
| 9.   | 2    | Richard Ringer      | Niemcy          | 7:58,77 | Q     |
| 10.  | 2    | Adel Mechaal        | Hiszpania       | 7:58,94 | Q     |
| 11.  | 1    | Ramazan Özdemir     | Turcja          | 7:59,35 | q     |
| 12.  | 2    | Yemaneberhan Crippa | Włochy          | 7:59,76 | q     |
| 13.  | 2    | Nick Goolab         | Wielka Brytania | 8:02,49 |       |
| 14.  | 1    | Wołodymir Kyc       | Ukraina         | 8:04,96 |       |
| 15.  | 2    | Marius Øyre Vedvik  | Norwegia        | 8:06,69 |       |
| 16.  | 1    | Jordi Torrents      | Hiszpania       | 8:12,51 |       |
| 17.  | 2    | Dušan Makević       | Serbia          | 8:14,34 |       |
| 18.  | 1    | Jakub Zemaník       | Czechy          | 8:14,50 |       |
| 19.  | 2    | Samir Dahmani       | Francja         | 8:15,90 |       |
| 20.  | 2    | Hlynur Andrésson    | Islandia        | 8:29,00 |       |
| 21.  | 2    | Staffan Ek          | Szwecja         | 8:56,06 |       |
| –    | 2    | Tomas Cotter        | Irlandia        | DQ      |       |
| –    | 1    | Mourad Amdoundi     | Francja         | DNS     |       |

### Finał
Źródło: .
| Poz. | Zawodnik            | Reprezentacja | Czas    | Uwagi |
| ---- | ------------------- | ------------- | ------- | ----- |
| 01 ! | Adel Mechaal        | Hiszpania     | 8:00,60 |       |
| 02 ! | Henrik Ingebrigtsen | Norwegia      | 8:00,93 |       |
| 03 ! | Richard Ringer      | Niemcy        | 8:01,01 |       |
| 4.   | Hayle İbrahimov     | Azerbejdżan   | 8:03,19 |       |
| 5.   | Jonas Leanderson    | Szwecja       | 8:03,91 |       |
| 6.   | Marouan Razine      | Włochy        | 8:04,19 |       |
| 7.   | Yemaneberhan Crippa | Włochy        | 8:05,63 |       |
| 8.   | Carlos Mayo         | Hiszpania     | 8:06,15 |       |
| 9.   | Ali Kaya            | Turcja        | 8:08,92 |       |
| 10.  | Andreas Vojta       | Austria       | 8:09,18 |       |
| 11.  | Ramazan Özdemir     | Turcja        | 8:10,99 |       |
| 12.  | Aras Kaya           | Turcja        | 8:16,36 |       |